# Campylaspis pileus
Campylaspis pileus is een zeekommasoort uit de familie van de Nannastacidae. De wetenschappelijke naam van de soort is voor het eerst geldig gepubliceerd in 1932 door Foxon.